# Широкое (село, Севастополь)
Широ́кое (до 1945 года Бию́к-Муско́мья; укр. Широке, крымскотат. Büyük Muskomiya, Буюк Мускомия) — село в Балаклавском районе города федерального значения Севастополя, входит в Орлиновский муниципальный округ (согласно административно-территориальному делению Украины — Орлиновского сельсовета Севастопольского горсовета).

## География
Село расположено в западной части Байдарской долины, в овраге притока реки Чёрной Карамыш-Озень, высота центра села над уровнем моря 300 м. Через село проходит автодорога 67Н-25 Голубинка — Широкое на перевал Бечку и в бельбекскую долину (по украинской классификации — С-0-10229), ближайшее село Озёрное — в 1,3 км на восток.

## Население
| 2001 | 2011 | 2014 |
| ---- | ---- | ---- |
| 636  | ↗754 | ↘594 |

Численность населения по данным переписи населения по состоянию на 14 октября 2014 года составила 594 человека, на 2012 год по данным сельсовета — 672 человека.
Динамика численности населения
| - 1805 год — 174 чел. - 1864 год — 258 чел. - 1886 год — 622 чел. - 1889 год — 618 чел. - 1892 год — 687 чел. - 1897 год — 786 чел. - 1902 год — 876 чел. - 1915 год — 695/98 чел. - 1925 год — 456 чел. - 1926 год — 976 чел. - 1939 год — 958 чел. | - 1944 год — 997 чел. - 1953 год — 1379 чел. - 1954 год — 1498 чел. - 1989 год — 667 чел. - 1998 год — 754 чел. - 2001 год — 636 чел. - 2009 год — 632 чел. - 2011 год — 754 чел. - 2012 год — 672 чел. - 2014 год — 594 чел. |

## Современное состояние
Площадь села 63,3 гектара, в Широком действует детский сад № 134, клуб-филиал «Орлиновского центра культуры и досуга», с Севастополем и другими населёнными пунктами города село связано автобусным сообщением. В центре села установлен памятный знак односельчанам, погибшим в Великую Отечественную войну.

## Название
Историческое название села — Биюк-Мускомья, впервые, как Мускомия-и-Бюзюрг, зафиксированное в 1520 году. Тюркский префикс «Биюк» означает «Большой» (существует ещё Кучук-Мускомья). Слово «Мускомья», по мнению В. X. Кондараки, «происходит от греческого Мускомели, то есть мускусный мёд», того же мнения придерживался известный севастопольский кревед Евгений Веникеев. Также имеется версия, что топоним происходит от тюркского корня «месо» — между и таврского «комб» — горб, то есть «Большое межгорье». Шарль Монтандон в своём «Путеводителе путешественника по Крыму, украшенный картами, планами, видами и виньетами…» 1833 года упоминал варианты Рьёкуст, Оркуст и Теильё.

## История
Основана Биюк-Мускомья, видимо, как и большинство селений в Байдарской долине, в начале нашей эры, потомками готов и аланов, смешавшихся с местным населением, самые ранние находки на территории села датируются V—VI веком. В средние века входило сначала в зону влияния, а затем и в состав христианского княжества Дори — Феодоро. С тех времён в селе остался фундамент часовни. Также существует версия, что селение, в XIII—XV веках, входило в вотчину владетеля феодального замка, известного в литературе под именем Исарчик (Сарджик), находившегося на мысе Биюк-Кармызы на южной стороне Чернореченского каньона (по мнению других историков — могло входить в состав Чембальского консульства генуэзцев).
После захвата княжества в 1475 году Османами селение включили в Мангупского кадылыка Кефинского санджака (впоследствии эялета) империи. Упоминается в материалах переписей Кефинского санджака 1520 года, как селение Мускомия-и-Бюзюрг, относящееся к Инкирману, с чисто христианским населением — 43 семьи. К 1542 году деревню переподчинили Балыклагу, в Мускомия-и-Бюзюрг поселилась 1 мусульманская семья, немусульман — 36 семей (из которых 6 — потерявших мужчину-кормильца) и 6 взрослых холостых мужчин. С XVII века в этих краях начинает распространяться ислам, а местное коренное христианское население покидает эти места. По налоговым ведомостям 1634 года в селении числилось 11 дворов немусульман, из которых 1 двор недавно прибывших в Мускумью (из селеня Папа Йорги). Жители 12 дворов выселились: в Искеле — 2, в Камара — 7 и в Кубу — 2 двора Уже в Джизйе дефтера Лива-и Кефе (Османских налоговых ведомостях) 1652 года, где перечислены христиане-налогоплательщики Кефинского эялета, селение не значится. Мускомья встречается в фирмане султана Мехмеда IV от 1672 года, которым, по представлению хана Селим Гирея, была пожалована некоему Субхан-Газы-аге часть доходов с деревни в размере 10199 акче. Документальное упоминание селения встречается в «Османском реестре земельных владений Южного Крыма 1680-х годов», согласно которому в 1686 году (1097 год хиджры) Мускомйа Кебир входил в Мангупский кадылык эялета Кефе. Всего упомянуто 68 землевладельцев, из которых 6 иноверцев, владевших 2805-ю дёнюмами земли. После обретения ханством независимости по Кючук-Кайнарджийскому мирному договору 1774 года «повелительным актом» Шагин-Гирея 1775 года селение было включено в Крымское ханство в состав Бакчи-сарайского каймаканства Мангупскаго кадылыка что зафиксировано и в Камеральном Описании Крыма… 1784 года. В ведомостях о выведенных в Приазовье христианах" А. В. Суворова и митрополита Игнатия 1778 года селение не упоминается.

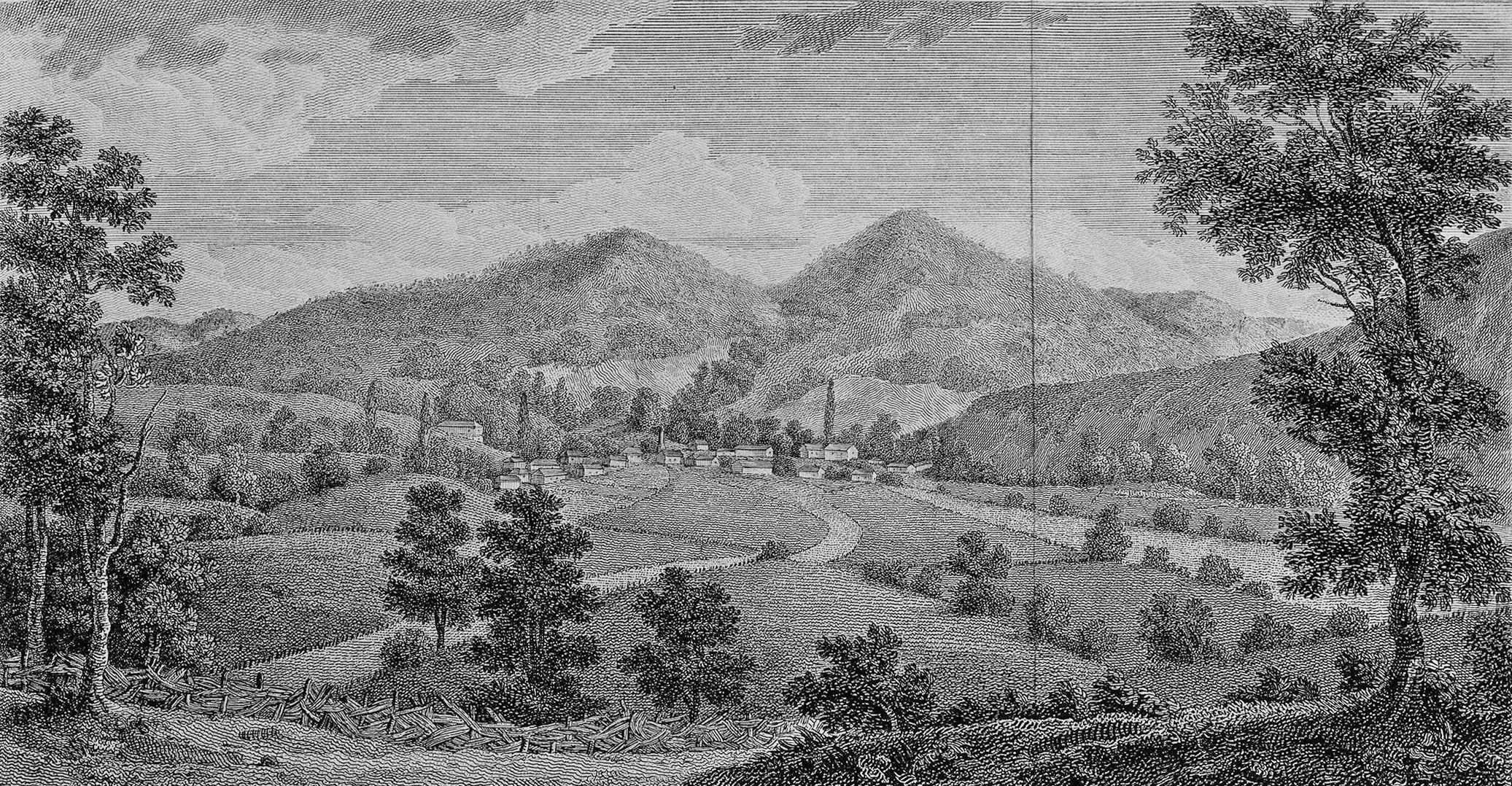
Мускомья.1805. Второй лист из альбома ко второй части издания П. И. Сумарокова «Досуги крымского судьи или Второе путешествие в Тавриду»

После присоединения Крыма к России (8) 19 апреля 1783 года, (8) 19 февраля 1784 года, именным указом Екатерины II сенату, на территории бывшего Крымского Ханства была образована Таврическая область и деревня была приписана к Симферопольскому уезду. Перед Русско-турецкой войной 1787—1791 годов производилось выселение крымских татар из прибрежных селений во внутренние районы полуострова, в ходе которого в Биюк-Мускомью было переселено 64 человека. В конце войны, 14 августа 1791 года всем было разрешено вернуться на место прежнего жительства. После Павловских реформ, с 1796 по 1802 год, входила в Акмечетский уезд Новороссийской губернии. По новому административному делению, после создания 8 (20) октября 1802 года Таврической губернии, Биюк-Мускомья был включён в состав Чоргунской волости Симферопольского уезда.
По Ведомости о всех селениях в Симферопольском уезде состоящих с показанием в которой волости сколько числом дворов и душ… от 9 октября 1805 года, в деревне Биюк-Мускомья числилось 26 двора, 148 жителей, крымских татар и 26 цыган. На военно-топографической карте генерал-майора Мухина 1817 года деревня Биюк Мискомия обозначена с 35 дворами. После реформы волостного деления 1829 года Биюк-Мускомью, согласно «Ведомости о казённых волостях Таврической губернии 1829 года», отнесли к Байдарской волости, а после образования в 1838 году Ялтинского уезда, деревню передали в состав Байдарской волости Ялтинского уезда. На карте 1836 года в деревне Биюк-Мускомия 58 дворов, как и на карте 1842 года.
В 1860-х годах, после земской реформы Александра II, деревня осталась в составе преобразованной Байдарской волости. Согласно «Списку населённых мест Таврической губернии по сведениям 1864 года», составленному по результатам VIII ревизии 1864 года, Биюк-Мускомья — казённая татарская и русская деревня с 78 дворами, 258 жителями и мечетью при колодцах. На трёхверстовой карте Шуберта 1865—1876 года в деревне Биюк мускомия обозначено 58 дворов. На 1886 год в деревне, при урочище Катык Лузень, согласно справочнику «Волости и важнѣйшія селенія Европейской Россіи», проживало 622 человека в 75 домохозяйствах, действовала мечеть. По «Памятной книге Таврической губернии 1889 года», по результатам Х ревизии 1887 года, в деревне Биюк-Мускомья числилось 117 дворов и 618 жителей. На верстовой карте 1889—1890 года в деревне Биюк-Мускомья обозначено 87 дворов с татарским населением.

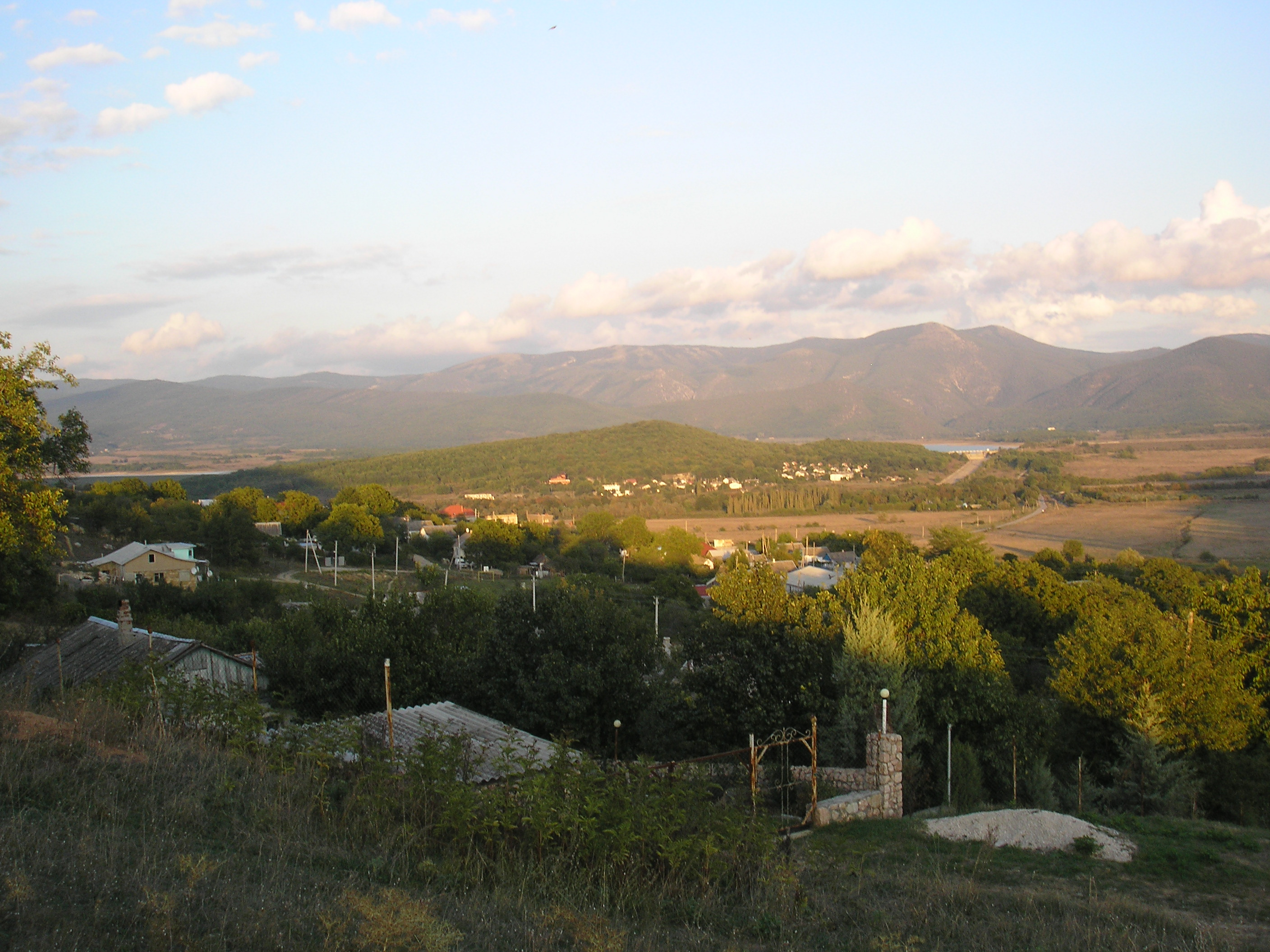

После земской реформы 1890 года деревня осталась в составе преобразованной Байдарской волости. По «Памятной книге Таврической губернии 1892 года», в деревне Биюк-Мускомья, составлявшей Биюк-Мускомское сельское общество, числилось 687 жителей в 102 домохозяйствах, владевших на правах личной собственности 1081,5 десятинами земли. В «Ведомостях о татарских мектебе и медресе, находящихся в Ялтинском уезде», за 1892 год упоминается о мектебе Биюк-Мускомия. Всеобщая перепись 1897 года зафиксировала в деревне 786 жителей, исключительно магометан. По «…Памятной книжке Таврической губернии на 1902 год» в деревне Биюк-Мускомья, составлявшей Биюк-Мускоминское сельское общество, числилось 876 жителей в 113 домохозяйствах. На 1914 год в селении действовала земская школа. По Статистическому справочнику Таврической губернии. Ч.II-я. Статистический очерк, выпуск восьмой Ялтинский уезд, 1915 год, в деревне Биюк-Мускомья Байдарской волости Ялтинского уезда, числилось 376 (351 двор с землёй, 25 — безземельные) дворов с татарским населением в количестве 694 человека приписных жителей и 98 — «посторонних», из которых 418 мужчин и 374 женщины. Жители владели 2414 десятинами удобной земли. В хозяйствах имелось 110 лошадей, 160 волов, 126 коров и 784 головы овец, свиней, или коз.
После установления в Крыму Советской власти, по постановлению Крымревкома от 8 января 1921 года, была упразднена волостная система и село вошло в состав Севастопольского уезда. 21 января 1921 года на территории Севастопольского уезда был создан Балаклавский район, в который, в составе Байдарского сельсовета, вошла Биюк-Мускомья. По одним сведениям, Байдарский район был образован в декабре 1921 года, по другим источникам — район был образован постановлением Крымского ЦИК и СНК 4 апреля 1922 года — Биюк-Мускомью переподчинили новому району. В 1922 году уезды получили название округов. 11 октября 1923 года, согласно постановлению ВЦИК, в административное деление Крымской АССР были внесены изменения, в результате которых был создан Севастопольский район и село включили в его состав. 10 сентября 1925 года, решением собрания граждан сельсовета, был разукрупнён Байдарский сельсовет и создан Биюк-Мускумский, население села на 1925 год составило 456 человек. Согласно Списку населённых пунктов Крымской АССР по Всесоюзной переписи 17 декабря 1926 года, в селе Биюк-Мускомья, центре Биюк-Мускомьинского сельсовета Севастопольского района, числилось 240 дворов, из них 239 крестьянских, население составляло 976 человек, из них 971 татарин, 4 русских, 1 грек, действовала татарская школа I ступени (пятилетка). На основании постановления Крымского ЦИКа от 15 сентября 1930 года был вновь создан Балаклавский район, теперь как татарский национальный и Биюк-Мускомью включили в его состав.

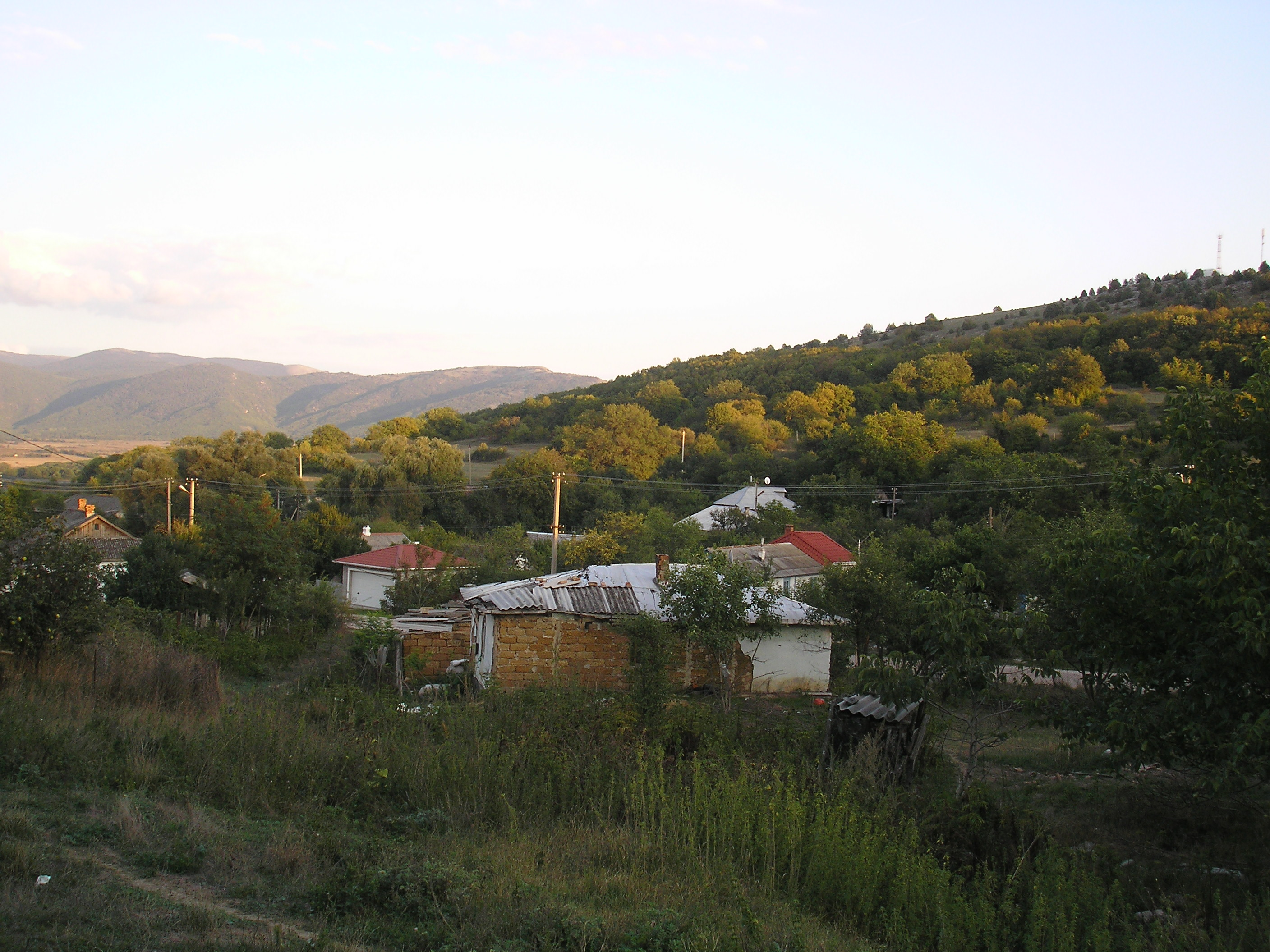

В 1944 году, после освобождения Крыма от фашистов, согласно Постановлению ГКО № 5859 от 11 мая 1944 года, 18 мая крымские татары были депортированы в Среднюю Азию. На май того года в селе учтено 997 жителей (233 семьи), из них 990 крымских татар и 7 русских, было принято на учёт 209 домов спецпереселенцев. По другим данным из Биюк-Мускомьи (колхоз «Красный Крым») выселено 250 семей, осталось 23 семьи. 12 августа 1944 года было принято постановление № ГОКО-6372с «О переселении колхозников в районы Крыма», по которому из Воронежской области РСФСР в Балаклавский район планировалось переселить 6000 колхозников — конкретно в село 200 семей и в сентябре 1944 года в район уже прибыли 8470 человек (с 1950 года в район стали приезжать колхозники из Сумской области УССР). Указом Президиума Верховного Совета РСФСР от 21 августа 1945 года Биюк-Мускомья была переименована в Широкое и Биюк-Мускомский сельсовет — в Широковский. С 25 июня 1946 года Широкое в составе Крымской области РСФСР. По состоянию на 1 января 1953 года в селе было 89 хозяйств колхозников (295 человек) и 655 хозяйств рабочих и служащих (1085 человек). В 1954 году в Широком числилось 452 хозяйства и 1498 жителей. 26 апреля 1954 года Севастополь, в составе Крымской области, был передан из состава РСФСР в состав УССР. 24 апреля 1957 года был упразднён Балаклавский район и сельсовет передан в состав Куйбышевского района Крымской области. Время упразднения сельсовета пока не установлено: на 15 июня 1960 года село числилось в составе Орлиновского. Указом Президиума Верховного Совета УССР «Об укрупнении сельских районов Крымской области», от 30 декабря 1962 года Куйбышевский район упразднили и село передали в Бахчисарайский район, тогда же Широкое подчинили Орлиновскому сельсовету. 1 января 1965 года, указом Президиума ВС УССР «О внесении изменений в административное районирование УССР — по Крымской области», Широкое вновь передано из Бахчисарайского района в подчинение Балаклавскому. С 21 марта 2014 года в составе Севастополя аннексировано Россией.